# Cá đuối mõm bò
Đối với các loài cá đuối khác, xem Rhinoptera .
Cá đuối mõm bò (Rhinoptera bonasus) là một loài cá đuối được tìm thấy phần lớn ở khu vực phía tây Đại Tây Dương và Caribe. Trải từ khu vực New England, Hoa Kỳ đến miền nam Brazil (quần thể tại khu vực phía Đông Đại Tây Dương hiện nay hiện đã được xem như một loài riêng biệt, R. marginata). Cá đuối mõm bò có tốc độ tăng trưởng nhanh chóng. Cá đuối đực có kích thước trung bình khoảng 35 inch (89 cm) chiều rộng và đạt cân nặng khoảng 26 pound (12 kg) trong khi con cái đạt kích thước trung bình 28 inch (71 cm) bề rộng và nặng 36 pound (16 kg). Loại cá đuối này thuộc bộ Myliobatiformes cùng với cá đuối Manta, cá đuối ó và cá đuối dơi.
Vào năm 2019, loài này đã được liệt vào danh sách loài sắp nguy cấp trong sách đỏ IUCN.

## Từ nguyên
Danh pháp khoa học Rhinoptera bonasus, có nguồn gốc xuất phát từ Tiếng Hy Lạp của các từ chỉ bộ phận.
"rhinos" - mũi
"pteron" - cánh
"bonasos" - bò rừng

## Hành vi tập tính và sinh sản
Cá đuối mõm bò sinh sản từ tháng 6 đến tháng 10. Một đàn cá đuối lớn tập hợp nhiều cá thể từ nhiều độ tuổi và giới tính khác nhau ở vùng nước nông. Một con cái sẽ bơi với các mép của vây ngực nhô lên khỏi mặt nước, với những con đực theo sau cố gắng bám lấy các vây để tiến hành giao phối.
Phôi thai phát triển bên trong cơ thể con cái với đôi cánh gấp lại trên cơ thể. Ban đầu chúng hấp thụ dinh dưỡng từ lòng đỏ trứng, mặc dù chất tiết từ tử cung của con mẹ sẽ nuôi dưỡng chúng trong suốt quá trình phát triển sau này. Thời gian mang thai hiện vẫn còn nhiều tranh cãi, nhưng được cho là kéo dài từ 11 đến 12 tháng và có thể thay đổi tùy theo cá thể. Khi đủ tháng, con cái sẽ sinh ra con với phần đuôi chui ra trước. 

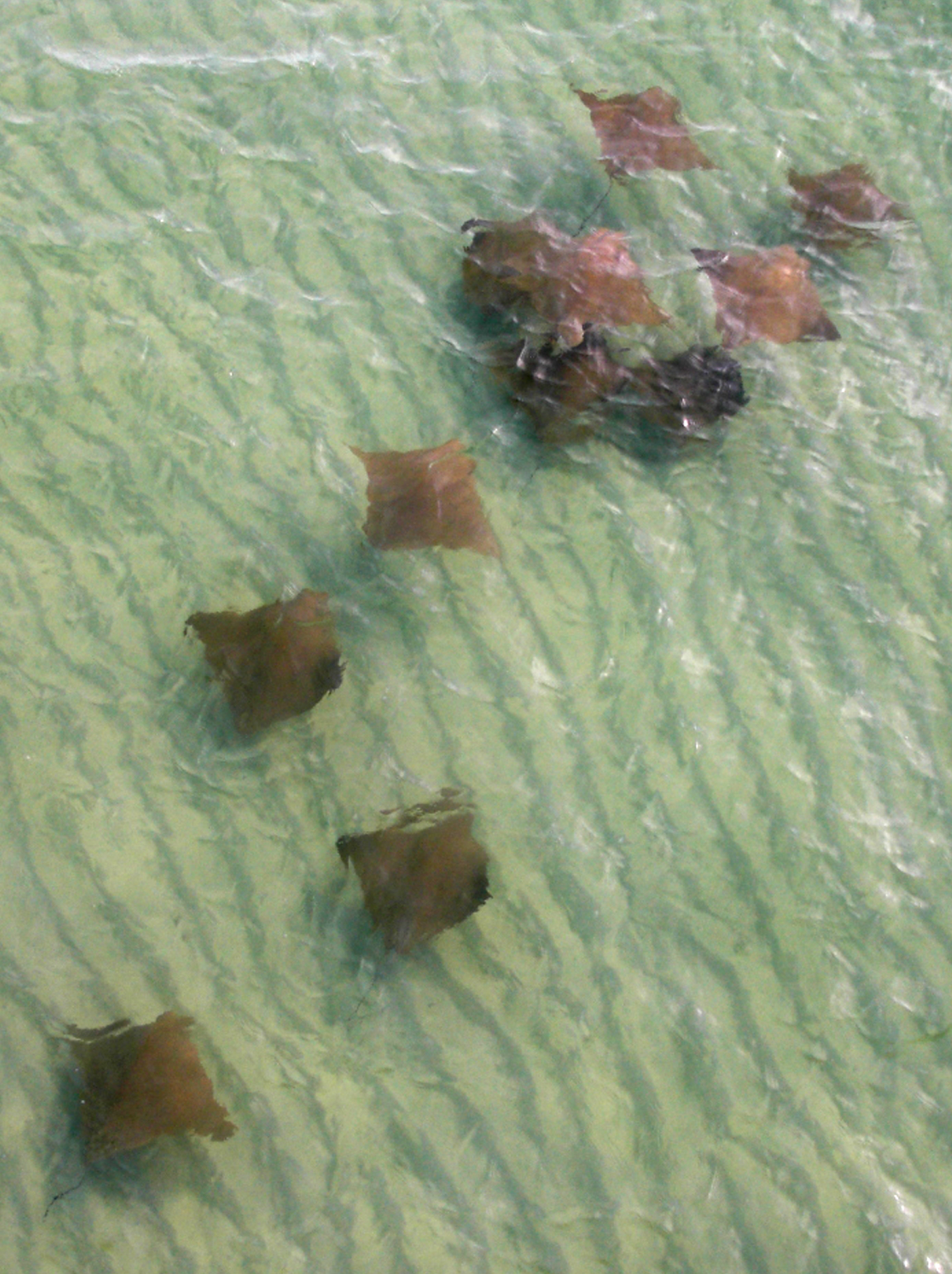
Cá đuối mõm bò bơi ở vùng nông ở Vịnh Mexico

## Tuổi thọ
Sự thành thục về tính dục đối với cả đực và cái là vào khoảng 4 đến 5 tuổi. Ở vịnh Mexico, con cái có tuổi thọ khoảng 18 năm còn con đực chỉ sống đến 16 năm.

## Kích thước và ngoại hình
Cá đuối mõm bò có kích thước từ 11 đến 18 inch (28 đến 46 cm) chiều rộng khi mới sinh ra. Một mẫu vật trưởng thành có thể phát triển đến 45 inch (1,1 m) chiều rộng và nặng 50 pound (23 kg) trở lên. Có nhiều tranh cãi về kích thước mà một con cá đuối mõm bò trưởng thành có thể đạt được với kỷ lục đạt khoảng 84 inch (2,1 m) chiều rộng. Cá đuối thường bị những người đi biển nhầm là cá mập do các đầu của vây cá đuối nhô ra khỏi mặt nước giống như vây lưng của cá mập.
Cá đuối mõm bò thường có màu nâu lưng với bụng màu trắng hoặc hơi vàng. Mặc dù màu sắc của chúng không quá đặc biệt nhưng hình dạng lại rất đặc trưng và dễ nhận ra. Chúng có một cái đầu rộng với đôi mắt mở rộng và một cặp thùy đặc biệt trên vây dưới bụng. Chúng cũng có một bộ răng hình đĩa được thiết kế để nghiền trai và sò. Khi bị đe dọa, cá đuối mõm bò có thể sử dụng phần gai ở gốc đuôi để tự vệ khỏi mối đe dọa.
Cá đuối mõm bò có gai mang độc tố. Cột sống có răng xếp các cạnh bên và phần gai được phủ một lớp nọc độc yếu gây ra các triệu chứng tương tự như khi bị ong đốt.

## Thức ăn
Cá đuối bò ăn chủ yếu ngao, sò, nghêu vỏ cứng và các loại động vật không xương sống khác. Chúng sử dụng hai vây ở đầu để tạo ra lực hút thức ăn vào miệng sau đó nghiền nát bằng các đĩa răng. Cá đuối thường bơi theo từng đàn, điều này cho phép chúng sử dụng các đôi cánh của mình để khuấy động bùn cát làm lộ ra những con nghêu và sò đang lẩn trốn. 
Cá đuối thích kiếm ăn vào buổi sáng sớm hoặc vào cuối buổi chiều; khi sóng lặng và tầm nhìn xa hơn ban ngày. Cá đuối mõm bò có bộ hàm phản ánh chế độ ăn của chúng gồm: nhuyễn thể hai mảnh vỏ, động vật giáp xác và giun nhiều tơ. Hàm của chúng cực kỳ khỏe và có răng có độ cứng tương đương với xi măng, cho phép chúng ăn cả vỏ cứng. Thói quen kiếm ăn của cá mũi đuối bò đã thu hút sự chú ý của giới chuyên gia, vì chúng phá hủy các luống hàu vốn đã bị thiệt hại phần lớn do tác nhân gây ô nhiễm từ con người.

## Sự di cư

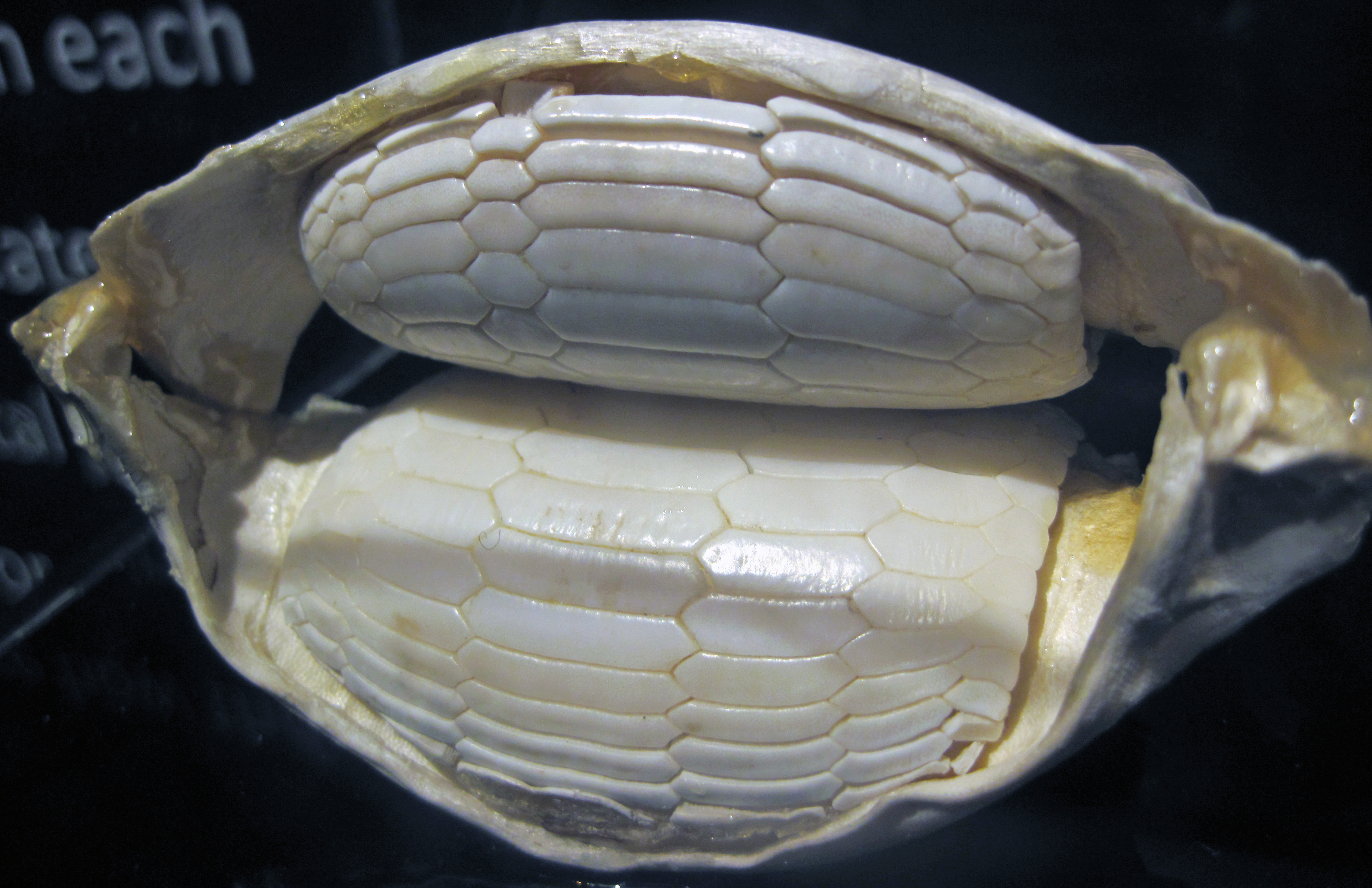
Răng và miệng của cá đuối mõm bò. Răng cá đuối bao gồm các đĩa răng lồng vào nhau giúp nghiền nát thức ăn.

Cá đuối mõm bò thường thực hiện những chuyến di cư từ Vịnh Mexico đến Trinidad, Venezuela hoặc Brazil. Các chuyến di cư dọc Đại Tây Dương khi cá đuối di chuyển về phía bắc vào cuối mùa Xuân và di chuyển về phía nam vào giai đoạn cuối Thu. 
Sự di cư có thể bị tác động và bắt nguồn từ sự thay đổi nhiệt độ nước và hướng của mặt trời, điều này giải thích cho sự di cư theo mùa. Di cư về phía Nam có thể bị ảnh hưởng bởi hướng của mặt trời trong khi di cư về phương Bắc có thể bị ảnh hưởng bởi sự thay đổi nhiệt độ nước. 
Người ta không biết liệu hành vi di cư của chúng là do hoạt động kiếm ăn hay do giao phối trước khi di cư.
Cá đuối mõm bò cũng xuất hiện ở các khu vực như Maryland và Virginia, chúng có thể được tìm thấy khi đang trên hành trình di cư, chúng không hiếm khi bơi gần mặt nước, mặc dù chủ yếu kiếm ăn ở tầng đáy. Các quần thể di cư trong các vùng nước nông và thường được theo dõi qua máy bay. Tuy nhiên, trong khi cách thức di chuyển có thể được theo dõi và thu thập thâm tin, nguyên do chính xác cho các chuyến di cư hiện vẫn chưa được biết đến.

## Môi trường sống
Cá đuối mõm bò xuất hiện trong môi trường tự nhiên ở vùng nước gần bờ biển Đại Tây Dương. Ở Đông Đại Tây Dương, cá đuối mõm bò có thể được tìm thấy ở Mauritania, Senegal và Guinea. Ở phía Tây, chúng được tìm thấy rộng khắp từ Nam New England đến Bắc Florida ở Hoa Kỳ, cũng như trên khắp Vịnh Mexico, Trinidad, Venezuela và Brazil.
Chúng sống trong môi trường biển và nước lợ và có thể được tìm thấy ở độ sâu lên đến 72 foot (22 m). Chúng là những sinh vật sống bầy đàn và di cư khoảng cách cực kỳ xa, thường di chuyển trong các vùng nước nông.

## Rủi ro đối với con người
Cá đuối có gai độc, bao gồm cả cá đuối mõm bò, có thể gây ra nguy hiểm ở mức độ từ thấp đến trung bình cho con người. Cá đuối sẽ quật đuôi khi bị đe dọa dẫn đến những cú quất đuôi nguy hiểm. Nếu bị đe dọa, cá đuối cũng có thể sử dụng gai của chúng như một món vũ khí để đốt kẻ xâm lược. Vết đốt từ cá đuối có thể gây ra một vết thương rất đau và cần được chăm sóc y tế sau khi bị chích. Mặc dù vết đốt thường không gây tử vong nhưng nếu bị đốt vào bụng có thể gây tử vong. Cá đuối cũng là một nguy cơ gây hại liên quan đến việc ăn thịt động vật biển không được chế biến đúng cách. Có thể nhiễm khuẫn shigella khi ăn thịt cá đuối mõm bò không vệ sinh. Loại vi khuẩn này gây ra bệnh shigellosis và có thể dẫn đến bệnh kiết lỵ. Các triệu chứng có thể bao gồm tiêu chảy, đau, sốt và mất nước.

## Thiên địch
Cá đuối gai độc nằm khá cao trên chuỗi thức ăn và do đó chỉ có một số loài săn mồi tự nhiên là thiên địch của chúng. Những kẻ săn mồi này bao gồm: cá bớp, cá mập bò, cá nhám búa, và cá mập cát cũng như con người.

## Đánh bắt
Một giải pháp để giải quyết sự tàn phá của cá đuối mõm bò đối với các luống hàu, cũng như tình trạng số lượng cá đuối quá đông ở một số khu vực nhất định, là mở rộng luồng đánh bắt cá thương mại. Tuy nhiên, vì các phương tiện để đánh bắt chúng rất khó và tốn kém. Vì thịt của cá đuối có rất ít nhu cầu, giải pháp này rất có thể là quá tốn kém và mang lại lợi nhuận quá thấp để có thể trở thành một dự án kinh doanh khả thi cho ngư dân. Tuy nhiên, chúng thường được săn lùng bởi những cần thủ đam mê câu cá.